# Steffenburg
Die Steffenburg ist eine abgegangene Burg im Diemelseer Ortsteil Adorf im nordhessischen Landkreis Waldeck-Frankenberg.

## Geographie
Die Steffenburg befand sich auf 352 Meter über Normalhöhennull, etwas westlich der in der Ortsmitte gelegenen Wasserburg, Burg Adorf.

## Geschichte
Anfang des 16. Jahrhunderts erbaute Curd von Ense eine kleine Turmburg oder Kemenate in „Adorpe“. Die erste urkundliche Erwähnung findet sich im Jahre 1507, als der Erbauer die Anlage an Graf Philipp II. von Waldeck(-Eisenberg) zu Lehen auftrug. In der Folgezeit wechselte die Anlage mehrfach ihre Besitzer, was zum Teil in Lehensbriefen festgehalten wurde. Im Jahre 1507 übertrug Kurt von Ense sein Haus in Adorf an Graf Philipp II. von Waldeck und erhielt es von ihm als Lehen zurück. 1537 erhielt Caspar von Dorfelde das Lehen. Im Jahr 1862 wurde in einem Gemeindeprotokoll festgehalten, dass die Steffenburg von den damaligen Bürgermeister Schwarzenberg als „Miststätte“ genutzt werden durfte. Überreste des Bauwerks wurden in den 1950er Jahren wegen Verbreiterung der Ortsdurchfahrt vollständig abgebrochen.